# Special Metals Corporation
Die Special Metals Corporation mit Sitz in Huntington, West Virginia, USA, ist einer der führenden Hersteller von Nickelbasislegierungen. Die Firma besitzt Produktionsstätten an ihrem Sitz und in New Hartford, New York, USA sowie in Hereford, England.
1998 erwarb das Unternehmen die Firma Inco Alloys International. Im Jahre 2006 wurde Special Metals von der Precision Castparts Corporation mit Sitz in Portland, Oregon übernommen. Der Standort in England geht auf Wiggin Alloys zurück, die 1929 in den Besitz der Inco kam.
Bekannte Markennamen sind unter anderem Inconel, Incoloy, Monel, Nimonic, Nimoloy und Brightray, die man von Inco übernommen hat, sowie Udimet. Die industrielle Herstellung von Nickellegierungen begann 1906 mit der Erfindung der Kupfer-Nickel-Legierung Monel alloy 400, die der Metallurge Ambrose Monell am 20. April 1905 zum Patent anmeldete. Inco Alloys (International Nickel Company) war in der Entwicklung neuer Nickellegierungen führend.
Nach dem Zweiten Weltkrieg entstanden auf dem europäischen Festland Verkaufsniederlassungen in Brüssel, Rotterdam, Düsseldorf, Paris und Mailand. Die letzte verbliebene Niederlassung in Düsseldorf wurde Ende 2019 geschlossen.